# Марково (Рузский городской округ)

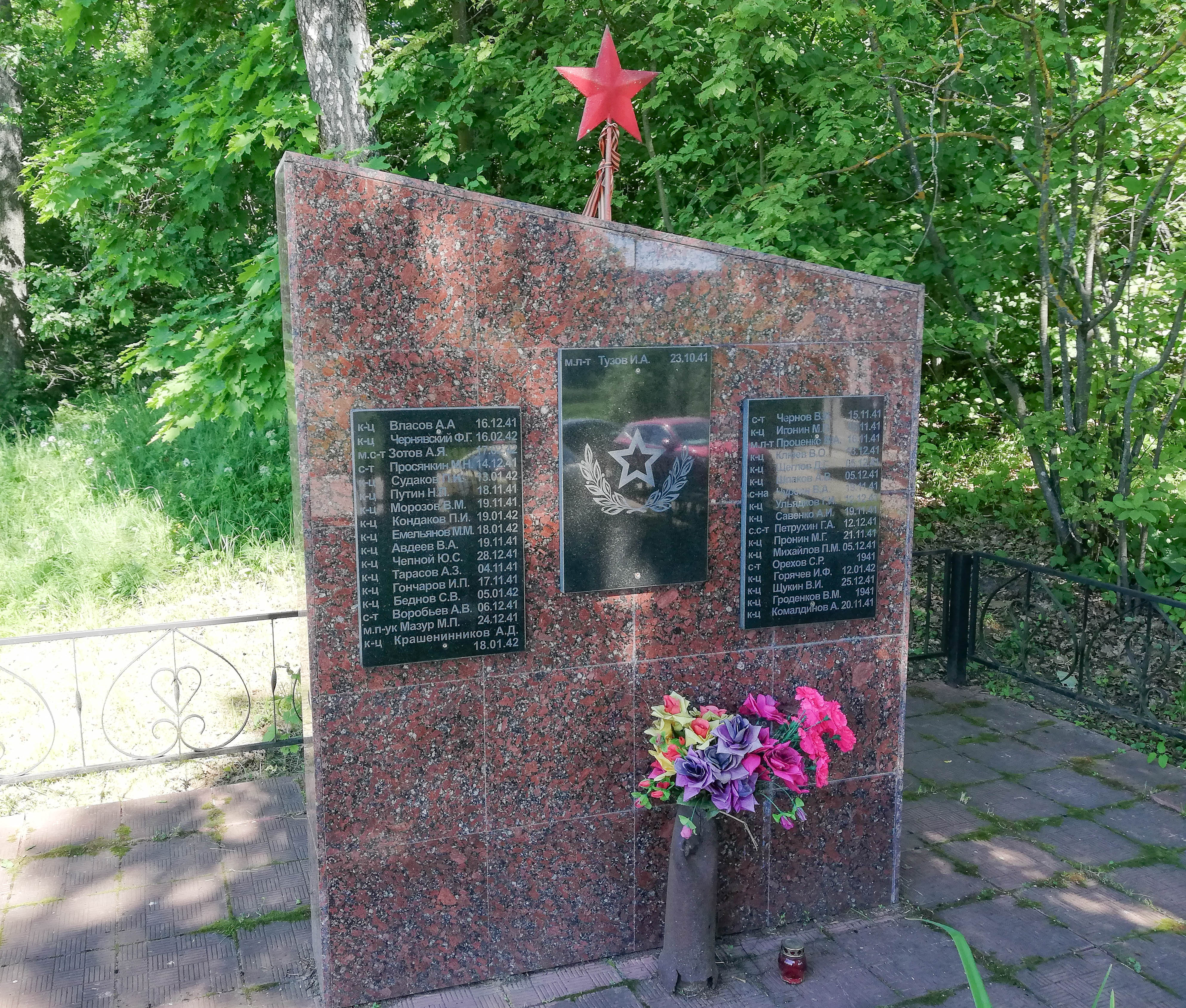
Воинский мемориал в Марково

Марково — деревня в Рузском районе Московской области, входящая в сельское поселение Колюбакинское. Население 19 человек на 2006 год, в деревне числится 1 садовое товарищество. До 2006 года Марково входило в состав Краснооктябрьского сельского округа
Деревня расположена на юго-востоке района, на левом берегу излучины Москва-реки, в 15 км от Рузы, высота центра над уровнем моря 178 м. Ближайшие населённые пункты — на другом берегу Москва-реки пгт Тучково, в 0,5 км северо-западнее — Хрущёво.